# کارپنگکی
کارپنگکی (به لهستانی:  Karpniki) یک روستا در لهستان است که در گمینا مسواکوویتسه واقع شده‌است.
 کارپنگکی  ۸۱۰ نفر جمعیت دارد.